# ヨアン・グリフィズ
ヨアン・グリフィズ（Ioan Gruffudd, 1973年10月6日 - ）は、ウェールズ出身の俳優。

## 来歴

### 生い立ち
南ウェールズのスルイドコイド（Llwydcoed）という村で教師をしていた両親の息子として生まれ、幼少期にカーディフに移った。ウェールズ語の名前「Ioan」は英語名の「John」に相当し、「Gruffudd」は英語風に変化した「グリフィス」に相当する。グリフィズはウェールズ語の母語話者である。
弟と妹がいる。2016年12月21日放送のBBCの番組にて、エドワード1世の直系の子孫である事が判明した。

### キャリア
13歳からウェールズ語のソープ・オペラ『ポボル・ア・クム（Pobol y Cwm、谷の人々）』に出演した。1992年から1995年までロンドンの王立演劇学校で学び、1996年のテレビ映画『Poldark』で本格的に俳優デビューした。1998年放送のテレビドラマ『ホーンブロワー 海の勇者』の主人公ホレイショ・ホーンブロワーを演じたことから、イギリス国内で人気となった。

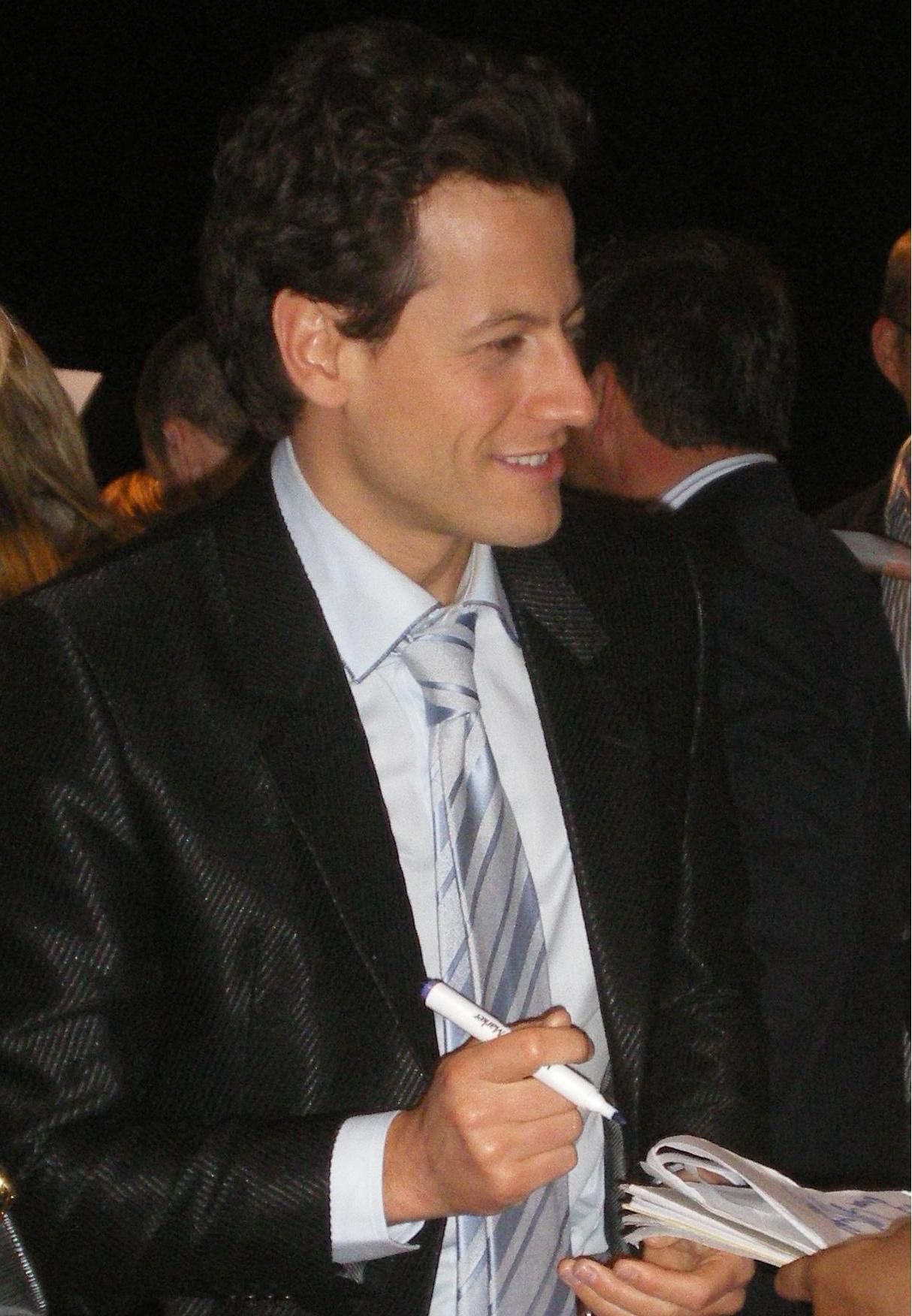
2007年

映画デビュー作は、1997年公開の『オスカー・ワイルド』。2004年公開の『キング・アーサー』でのランスロット役、翌2005年公開の『ファンタスティック・フォー ［超能力ユニット］』でのリード・リチャーズ / Mr.ファンタスティック役で世界的に知られるようになった。
2014年 - 2015年に米ABCで放映されたTVドラマ『FOREVER Dr.モーガンのNY事件簿』では、主人公ヘンリー・モーガンを演じた。

### 私生活
同じくウェールズ出身の俳優マシュー・リスとは長年の親友で、2003年まで10年間同居していた。
2007年9月14日、女優のアリス・エヴァンスとメキシコで挙式した。2009年9月6日に長女（エラ・ベッツィ）、2013年9月13日に次女（エルシー・マリゴールド）が誕生している。

## 出演作品
※太字表記は主演。

### 映画
| 年   | 題名                                                                            | 役名                                              | 備考           |
| ---- | ------------------------------------------------------------------------------- | ------------------------------------------------- | -------------- |
| 1996 | Poldark                                                                         | ジェレミー・ポルダーク                            | テレビ映画     |
| 1997 | オスカー・ワイルド Wilde                                                        | ジョン・グレイ                                    |                |
| 1997 | タイタニック Titanic                                                            | ハロルド・ロウ五等航海士                          |                |
| 1999 | 大いなる遺産 Great Expectations                                                 | ピップ                                            | テレビ映画     |
| 2000 | 102 102 Dalmatians                                                              | ケヴィン・シェパード                              |                |
| 2000 | ベリー・アニー・メアリー Very Annie Mary                                        | ホブ                                              |                |
| 2001 | ブラックホーク・ダウン Black Hawk Down                                          | ジョン・ビールズ中尉                              |                |
| 2002 | ギャザリング The Gathering                                                      | ダン                                              |                |
| 2004 | キング・アーサー King Arthur                                                    | ランスロット                                      |                |
| 2005 | ファンタスティック・フォー ［超能力ユニット］ Fantastic Four                    | リード・リチャーズ / ミスター・ファンタスティック |                |
| 2006 | アメイジング・グレイス Amazing Grace                                            | ウィリアム・ウィルバーフォース                    |                |
| 2007 | ファンタスティック・フォー:銀河の危機 Fantastic Four: Rise of the Silver Surfer | リード・リチャーズ / ミスター・ファンタスティック |                |
| 2008 | しあわせの帰る場所 Fireflies in the Garden                                      | アディソン・ウェズリー                            |                |
| 2008 | ムーンプリンセス 秘密の館とまぼろしの白馬 The Secret of Moonacre                | ベンジャミン・メイウェザー卿                      |                |
| 2008 | ブッシュ W.                                                                     | トニー・ブレア                                    |                |
| 2011 | サンクタム Sanctum                                                              | カール・ハーレー                                  |                |
| 2011 | モンスター上司 Horrible Bosses                                                  | 水仕事の男                                        |                |
| 2013 | マライアと失われた秘宝の謎 The Adventurer: The Curse of the Midas Box           | チャールズ・マンディ                              | 日本劇場未公開 |
| 2014 | 君がくれた恋のシナリオ Playing It Cool                                          | スタッフィー                                      | 日本劇場未公開 |
| 2015 | カリフォルニア・ダウン San Andreas                                              | ダニエル・リディック                              |                |
| 2017 | デス・ライブ Keep Watching                                                      | カール・ミラー                                    | 日本劇場未公開 |
| 2019 | 博士と狂人 The Professor and the Madman                                         | ヘンリー・ブラッドリー                            |                |
| 2020 | AVA/エヴァ Ava                                                                  | ピーター・ハミルトン                              |                |
| 2024 | バッドボーイズ RIDE OR DIE Bad Boys Ride or Die                                 | アダム・ロックウッド                              |                |

### テレビシリーズ
| 放映年    | 題名                                                        | 役名                       | 備考                                                                       |
| --------- | ----------------------------------------------------------- | -------------------------- | -------------------------------------------------------------------------- |
| 1998-2003 | ホーンブロワー 海の勇者 Hornblower                          | ホレイショ・ホーンブロワー |                                                                            |
| 2010      | バットマン:ブレイブ&ボールド Batman: The Brave and the Bold | レッド・ライアン           | 計1話声の出演                                                              |
| 2011-2012 | リンガー 〜2つの顔〜 Ringer                                 | アンドリュー・マーティン   | 計22話出演                                                                 |
| 2013      | キャッスル 〜ミステリー作家は事件がお好き Castle            | エリック・ヴォーン         | 第5シーズン第21話「命を狙われた大物」                                      |
| 2013      | ダニーのサクセス・セラピー Necessary Roughness              | ノーラン・パワーズ         | 第3シーズン第4話「Snap Out of It」                                         |
| 2013      | glee/グリー Glee                                            | パオロ・サン・パブロ       | 第5シーズン第1話「ビートルズでプロポーズ!」 第5シーズン第5話「反逆者たち」 |
| 2014-2015 | FOREVER Dr.モーガンのNY事件簿 Forever                       | ヘンリー・モーガン         | 計22話出演                                                                 |
| 2017-2020 | ライアー 交錯する証言 Liar                                  | アンドリュー・アーラム     | 計12話出演                                                                 |
| 2018-2021 | 法医学医 ダニエル・ハロウ Harrow                            | ダニエル・ハロウ           | 計30話出演                                                                 |
| 2022      | The Reunion                                                 | Thomas Degalais            | 計6話出演                                                                  |